# Бантыш-Каменские
Банты́ши и Банты́ш-Каме́нские — происходят от древней благородной волохской фамилии Бантышев, владевших в Молдавии разными маетностями.

## Происхождение и история рода
Выехали в Россию после известного сражения при Пруте (1711) по свойству с молдавским господарем князем Кантемиром и принадлежали к трём различным линиям.

## Первая линия
Бантыш Фёдор — молдавский боярин, умер в Яссах († около 1675). Его старшая дочь Анна Фёдоровна замужем за молдавским господарём князем Константином Фёдоровичем Кантемиром (его 3-я жена и мать молдавского господаря князя Дмитрия Константиновича, переселившегося в Россию 1711). Младшая дочь Анисья Фёдоровна, замужем за Артемием Бантышем (родоначальник 2-й линии рода). Правнуки родоначальника: бездетный Григорий Васильевич выехал в Россию (1711) и капитан Григорий Михайлович выехал в Россию (около 1720), холост и на нём 1-я линия пресеклась († декабрь 1748), своё имение завещал близкой родственнице Марии Дмитриевне Кантемир.

## Вторая линия
Родоначальники: Бантыш Артемий и Анисья Фёдоровна. Их сын Василий Артемьевич выехал в Россию и умер в Белгороде († 1759). Дочери: старшая — Мария Артемьевна († 1759) выехала в Россию (1711), младшая — Софья Артемьевна († 1764), в 1-м замужестве жена Константина Урсуловича Бантыша, во 2-м замужем за постельничим Иваном Ивановичем Вракницем. Потомство оставшегося в Молдавии Дмитрия Франголовича сосуществовали в Молдавии.

## Третья линия
Родословие её начинается с молдавского дворянина Урсула Бантыша, умершего в Яссах. Его сын Константин Урсулович молдавский дворянин, умер в Яссах (до 1711), женат на Софье Артемьевне (из 2-й линии).
Внук родоначальника, Николай Константинович (1703—1739), привезён матерью в Россию (1711). Женат на Анне Степановне Зертис-Каменской († 1770, Каменские герба Сулима), дочери Степана Константиновича Зертис-Каменского, молдавского уроженца, бывшего при гетмане Мазепе переводчиком восточных языков. Анна Степановна — родная сестра московского архиепископа Амвросия, убитого в Москве во время чумы († 16 сентября 1771). Николай Константинович присоединил к своей фамилии фамилию жены своей, и от него пошли Бантыш-Каменские.

## Описание гербов

### Герб Бантыш-Каменских 1785 г.
В Гербовнике Анисима Титовича Князева 1785 года имеется изображение двух печатей представителей рода Бантыш-Каменских:
1. Герб действительного статского советника, управляющего архивом иностранных дел Николая Николаевича Бантыш-Каменского: щит разделён горизонтально на две половины и верхняя половины поделена вертикально на две части, из коих в правой части, в красном поле, изображен скачущий вправо всадник в белом одеянии на белом коне. В левой верхней части, в золотом поле, золотая бычья голова (польский герб Венява). В нижней половине, в золотом поле, наполовину белый орёл с распростёртыми крыльями и повёрнутой головой влево, а под ним красное поле с изображением трёх серебряных звезд. Щит увенчан коронованным дворянским шлемом с шейным клейнодом. Нашлемник: наполовину белый орёл с распростёртыми крыльями, повернутый головою влево. Цветовая гамма намёта не определена.
2. Герб коллежского советника Ивана Николаевича Бантыш-Каменского (1739—1787): в синем поле щита серебряная змея, в пасти которой красное яблоко с зелёной веткой (измененный польский герб Вонжик). Щит увенчан коронованным дворянским шлемом с шейным клейнодом. Нашлемник: пять страусовых перьев[1].

### Герб. Часть IV. № 138
Щит разделён горизонтально на две части, из коих в верхней в правом красном поле изображён ездок скачущий на Коне в правую сторону; а в левом золотом поле чёрная бычачья Голова. В нижней части в золотом же поле виден чёрный одноглавый Орёл с распростёртыми крыльями, вылетающий из половинчатого красного щитка, на котором положены три драгоценные Камня.
Щит увенчан обыкновенным дворянским Шлемом, с дворянскою на нём Короною, на поверхности которой означен описанной в щите Орёл. Намёт на щите золотой, подложенный чёрным и красным.

## Известные представители
- Бантыш-Каменский Николай Николаевич (1737—1814) —  деятель русской науки
- Бантыш-Каменский Дмитрий Николаевич (1788—1850) — историк, дипломат, чиновник.